# 김정 (1951년)
김정(金情, 1951년 12월 31일 ~ )은 대한민국의 정치가이다.

## 개요
덕성여자대학교 강사와 성신여자대학교 겸임교수를 지낸 그녀는 친박연대 후보로 2008년 대한민국 총선에 비례대표 11번으로 공천을 받았다. 친박연대 비례대표 1,2,3번 후보가 18대 국회 비례대표 공천헌금 사건으로 당선이 무효가 되자, 승계가 제한되도록 한 규정에 대해 헌법소원을 제기하였고, 2009년 11월 3일에 그를 포함한 4명이 의원직 승계 결정을 받았다. 2012년, 새누리당 당원으로서 2012년 대한민국 총선에서 중랑갑에 공천을 받았다. 그러나 공천을 받지 못한 당시 새누리당 국회의원 유정현이 탈당 직후 무소속으로 출마하면서 낙선하였다(이 당시 무소속 후보 유정현도 낙선).

## 역대 선거 결과
|  | 13.18% |

|  | 23.71% |